# Лонда
Лонда (итал. Londa) је насеље у Италији у округу Фиренца, региону Тоскана.
Према процени из 2011. у насељу је живело 1377 становника. Насеље се налази на надморској висини од 211 м.

## Становништво
Према резултатима пописа становништва 2011. у општини је живело 1.827 становника.
| 1936. | 1951. | 1961. | 1971. | 1981. | 1991. | 2001. | 2011. |
| ----- | ----- | ----- | ----- | ----- | ----- | ----- | ----- |
| 2.577 | 2.216 | 1.420 | 1.077 | 1.089 | 1.216 | 1.669 | 1.827 |